# Топорув (Підкарпатське воєводство)
Топорув (пол. Toporów) — село в Польщі, у гміні Цмоляс Кольбушовського повіту Підкарпатського воєводства.
Населення — 77 осіб (2011).
У 1975-1998 роках село належало до Ряшівського воєводства.

## Демографія
Демографічна структура станом на 31 березня 2011 року:
|          | Загалом | Допрацездатний вік | Працездатний вік | Постпрацездатний вік |
| -------- | ------- | ------------------ | ---------------- | -------------------- |
| Чоловіки | 36      | 11                 | 22               | 3                    |
| Жінки    | 41      | 10                 | 23               | 8                    |
| Разом    | 77      | 21                 | 45               | 11                   |